# Andra Day
Andra Day, född Cassandra Monique Batie 30 december 1984 i Edmonds, Washington och uppvuxen från tre års ålder i San Diego, Kalifornien, är en amerikansk sångerska, låtskrivare och skådespelerska. 2015 släppte hon sitt debutalbum Cheers to the Fall som hamnade på plats nummer 48 på Billboard 200. Detta album var nominerat till bästa R&B-albumet på Grammygalan 2016, samtidigt som en av låtarna på albumet, "Rise Up", var nominerad till bästa R&B-framträdandet.
Day spelar rollen som sångerskan Billie Holiday i filmen The United States vs. Billie Holiday från 2021.